# Osmia cyanopoda
Osmia cyanopoda är en biart som beskrevs av Cockerell 1916. Osmia cyanopoda ingår i släktet murarbin, och familjen buksamlarbin. Inga underarter finns listade i Catalogue of Life.